# Freisa
Freisa, även kallad Freisa Grossa och Freisa Piccola, är en blå druvsort med anor från Piemonte, Italien. Den är känd för att ge röda viner med hög syra, distinkta aromer och en lätt till medelfyllig karaktär.

## Historia
Freisas exakta ursprung är oklart, men forskning tyder på att den har odlats i Piemonte sedan medeltiden. Den omnämns i dokument från 1500-talet och var en gång en av de mest planterade druvorna i regionen. Under 1900-talet minskade Freisas popularitet, men intresset har återuppväckts under senare år.
DNA-analyser visar att Freisa är genetiskt besläktad med Nebbiolo. Vinet sfursat är gjort på torkade Freisa-druvor.

## Egenskaper
- Viner: Freisa ger viner med en ljusröd färg och en frisk syrastruktur. Aromprofilen är komplex och erbjuder ofta inslag av röda bär (jordgubbar, hallon, körsbär), viol, rosor och ibland en lätt pepprighet. Vinerna kan vara sträva i sin ungdom, men mjuknar och utvecklar komplexitet med lagring över tid.
- Odling: Freisa är en senmognande druva som trivs bäst i svala klimat. Den är känslig för sjukdomar och kräver noggrann skötsel i vingården.
- Användning: Freisa används huvudsakligen för produktion av stilla röda viner, men förekommer även i roséviner och mousserande viner. I Piemonte produceras "Freisa di Chieri", ett sött, lätt mousserande vin.

## Regioner
- Piemonte: Freisa odlas främst i Piemonte, där den har DOC-status i vinerna Freisa d'Asti och Freisa di Chieri.
- Övriga regioner: Druvan odlas i begränsad omfattning i andra italienska regioner, såsom Lombardiet och Ligurien. Utanför Italien finns mindre odlingar i Kalifornien och Australien.

## Matkombinationer
Freisas friska syra och fruktiga karaktär gör den lämplig till lättare rätter.